# 処女塚古墳
処女塚古墳（おとめづかこふん）は、兵庫県神戸市東灘区にある古墳。形状は前方後方墳。国の史跡に指定されている。

## 概要

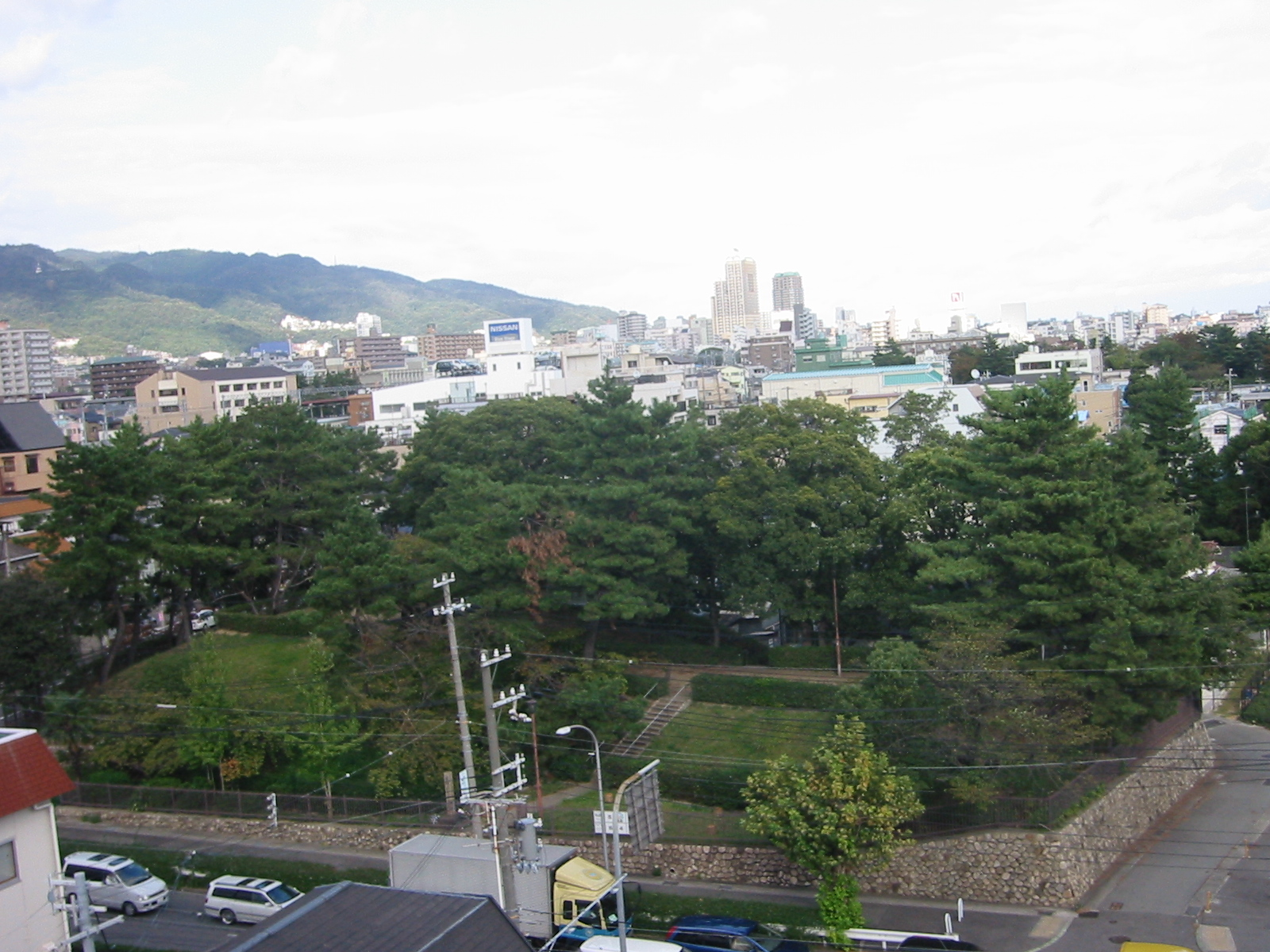
遠景

築造年代は3世紀後半と推定されている。1922年（大正11年）3月8日に国の史跡に指定された。主に山陰系土器が出土しており石屋川流域に存在する郡家遺跡集落の一部とされている。
所在地から西約2000メートルの位置にある西求女塚古墳、東約1500メートルの位置にある東求女塚古墳とともに、万葉集や大和物語などに登場する悲恋伝説（菟原処女の伝説）の舞台として知られている。
古墳の脇には、湊川の戦いに敗れた新田義貞を逃すためにこの地で討ち死にした小山田高家の石碑が建っている。

## 文化財

### 国の史跡
- 処女塚古墳 - 1922年（大正11年）3月8日指定[1]。

## 所在地
〒658-0044 兵庫県神戸市東灘区御影塚町2丁目10

## 交通アクセス
- 阪神本線 石屋川駅 徒歩5分

## ギャラリー

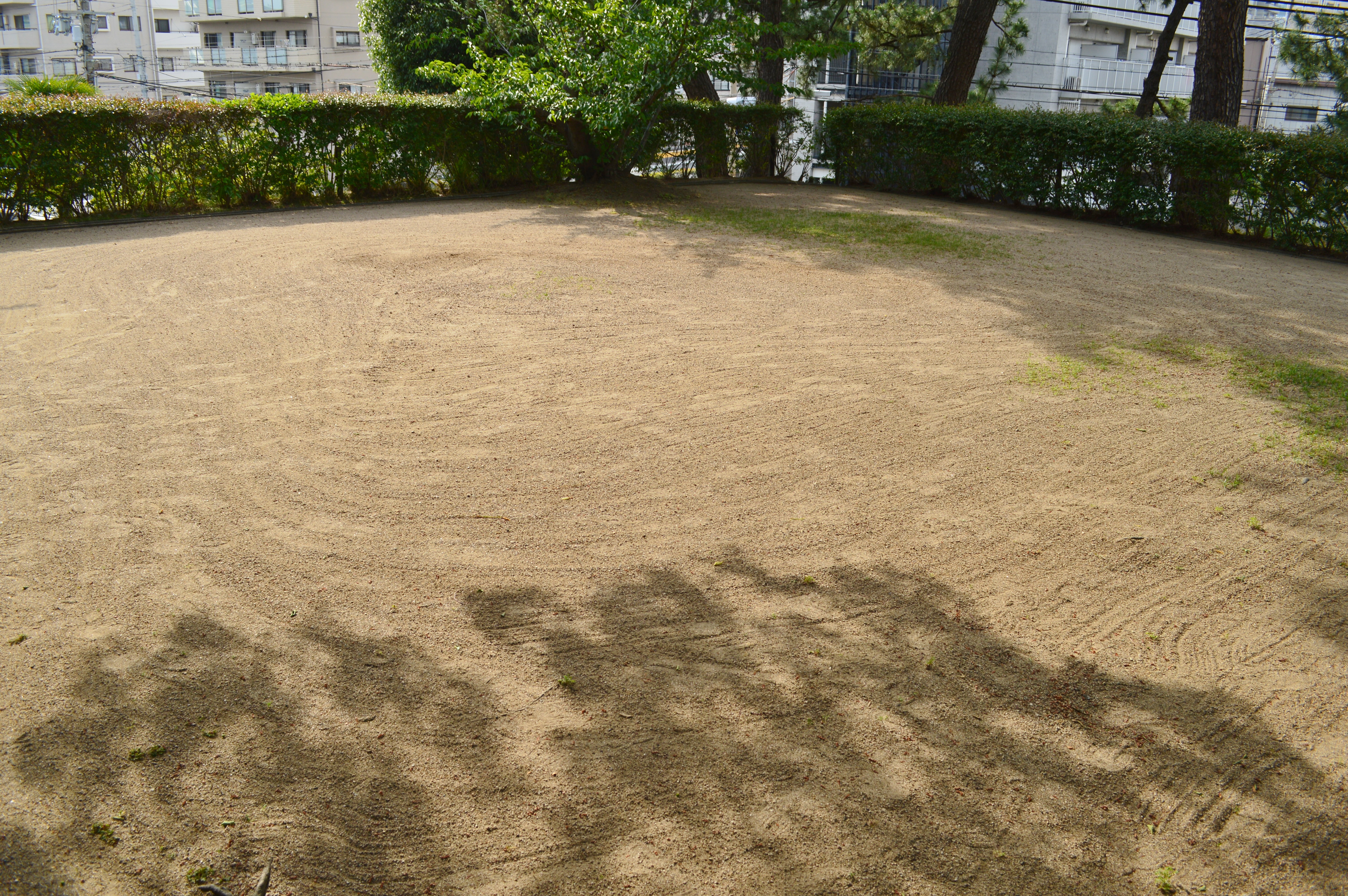
後方部墳頂
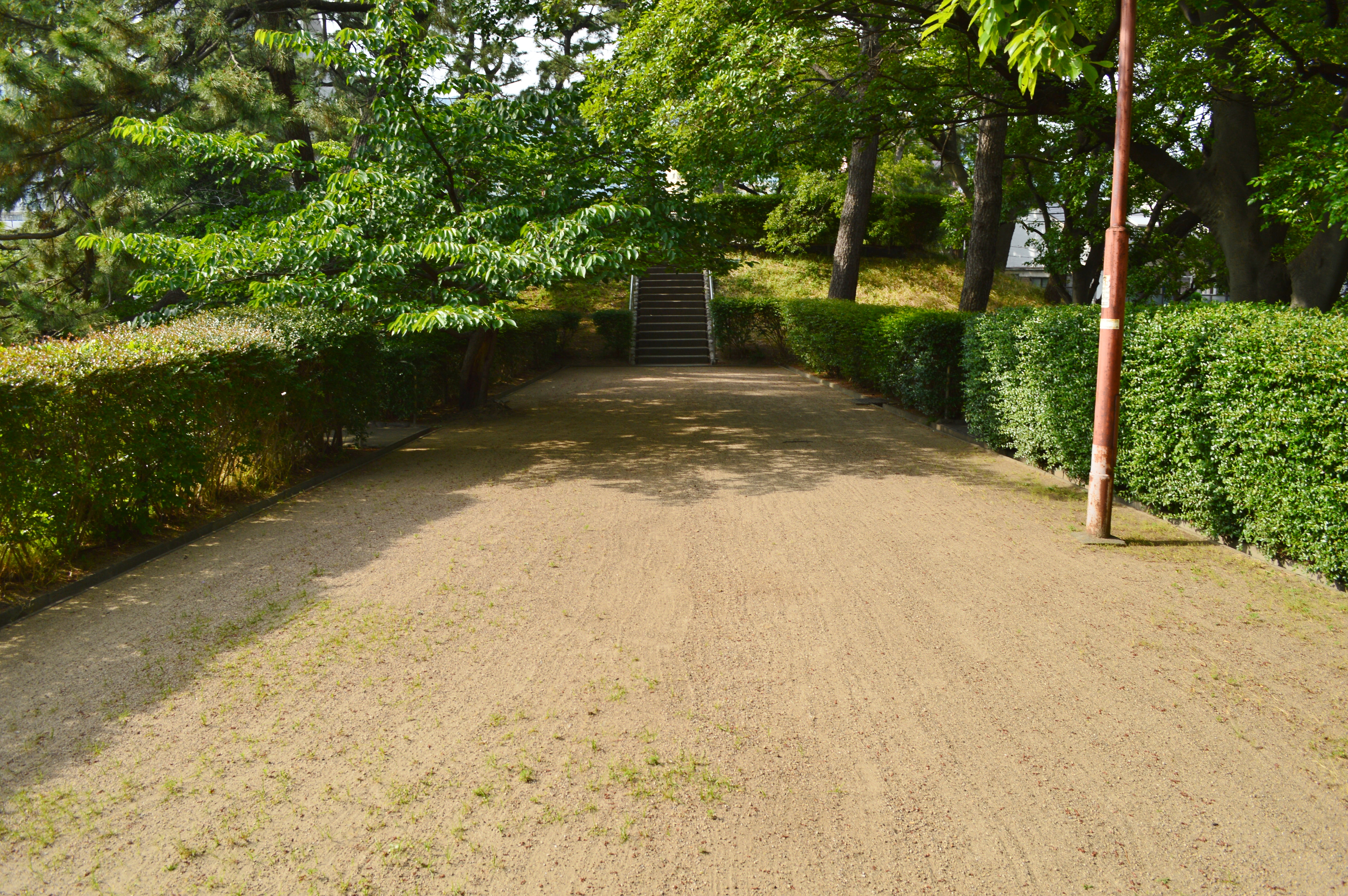
前方部から後方部を望む
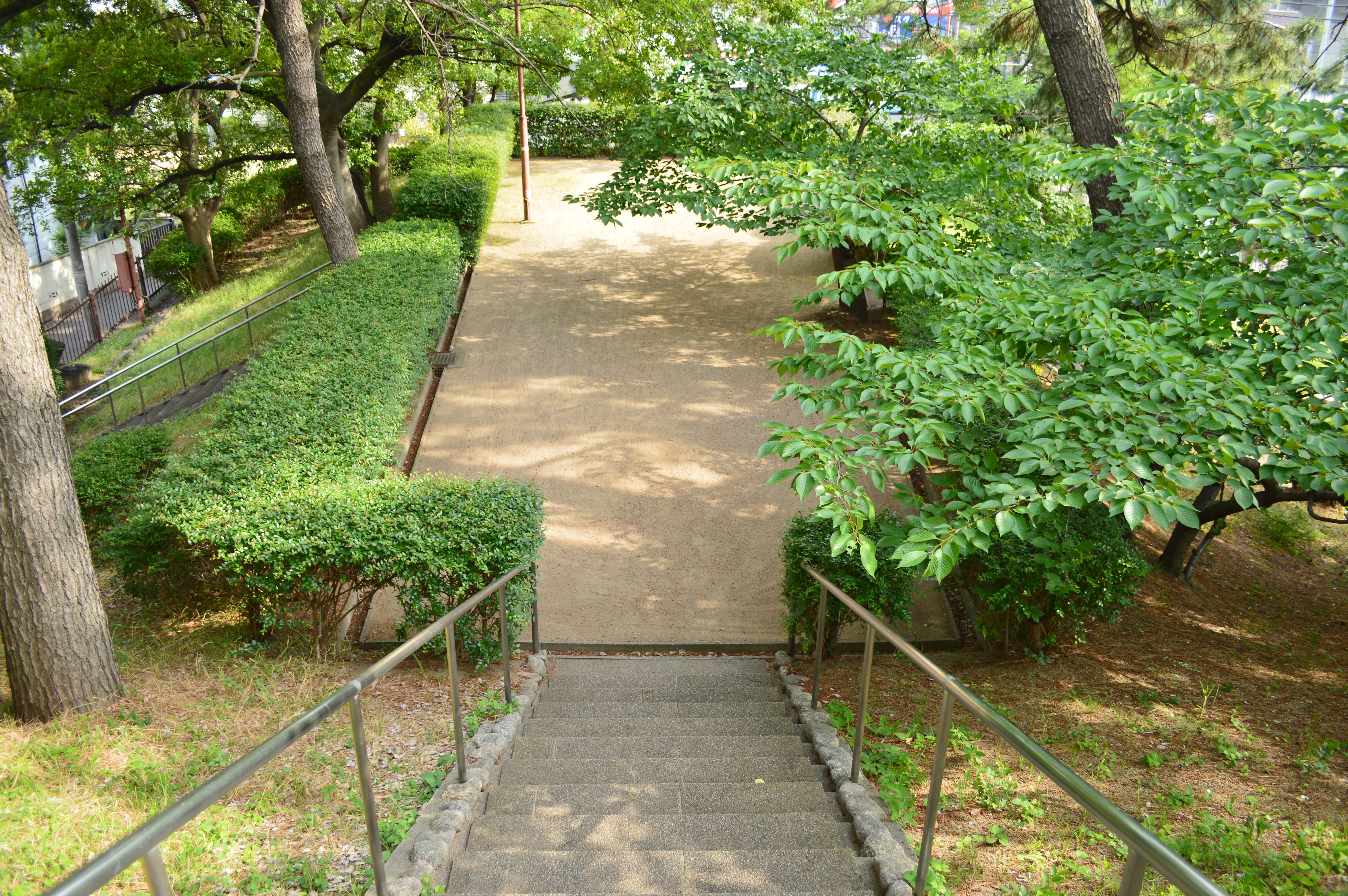
後方部から前方部を望む
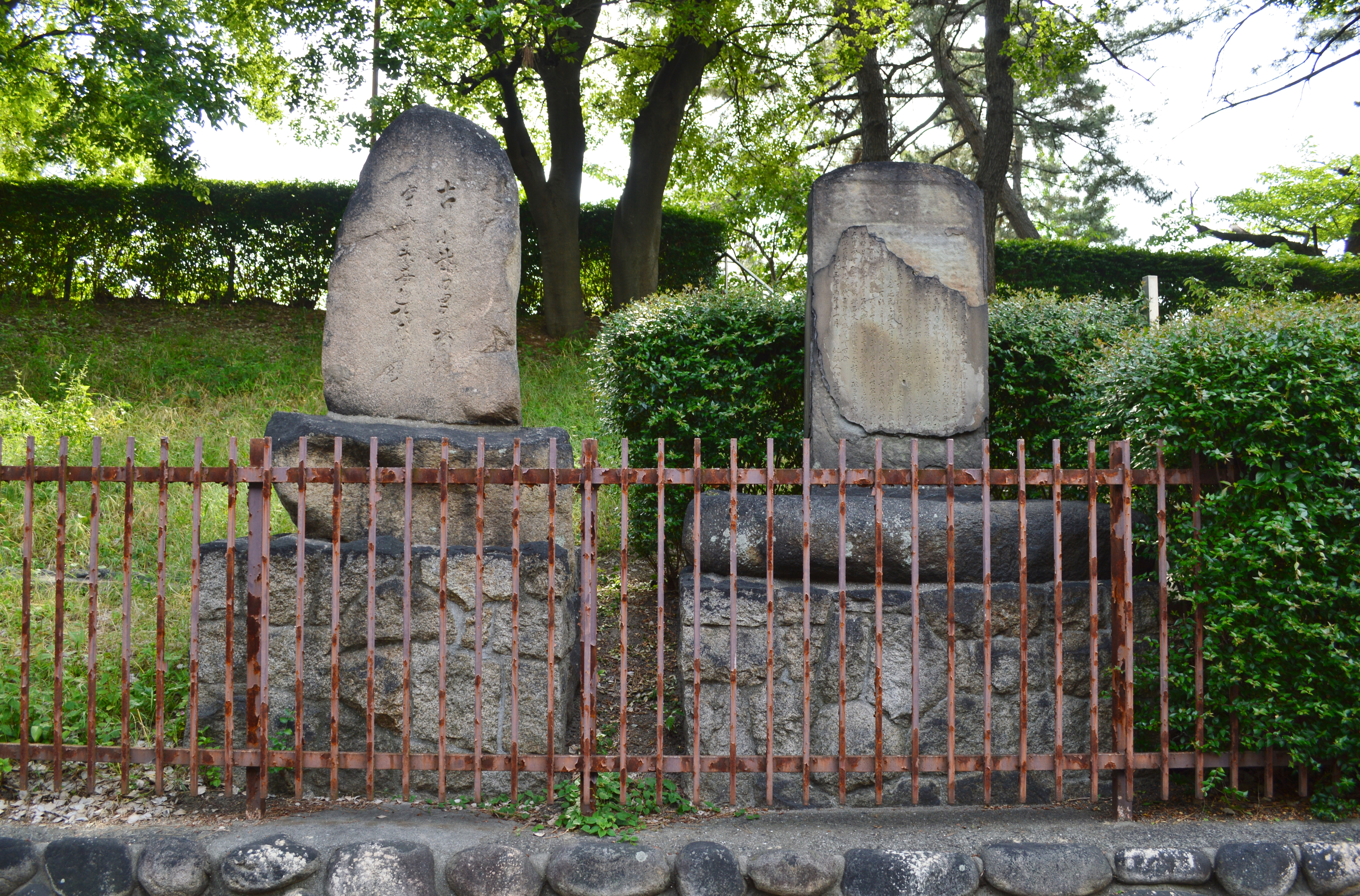
小山田高家碑・田辺福麻呂歌碑